# Alvise Sagredo
Alvise Sagredo (Venezia, 17 novembre 1616 – Venezia, 13 settembre 1688) è stato un patriarca cattolico italiano.

## Biografia
Nato a Venezia dalla nobile famiglia dei Sagredo, fu eletto patriarca di Venezia dal Senato veneziano il 21 settembre 1678. Non essendo un religioso, ricevette gli ordini nei giorni successivi, e infatti fu ordinato prete il 25 settembre successivo, mentre la presa di possesso del patriarcato avvenne il successivo 30 ottobre nella cattedrale di San Pietro di Castello.
Resse il patriarcato per dieci anni, fino alla morte che avvenne a Venezia il 13 settembre 1688.

## Genealogia episcopale
La genealogia episcopale è:
- Cardinale Tolomeo Gallio
- Vescovo Cesare Speciano
- Patriarca Andrés Pacheco
- Cardinale Agostino Spinola
- Cardinale Giulio Cesare Sacchetti
- Cardinale Ciriaco Rocci
- Cardinale Carlo Carafa della Spina, C.R.
- Cardinale Giovanni Dolfin
- Patriarca Alvise Sagredo